# Itaballia
Itaballia es un género  de mariposas de la familia Pieridae. Se encuentra en Sudamérica.

## Especies
- Itaballia demophile (Linnaeus, 1763)
- Itaballia marana (Doubleday, 1844)
- Itaballia pandosia (Hewitson, 1853)